# Portret Lucyny Messal
Portret Lucyny Messal – obraz olejny na tekturze autorstwa Olgi Boznańskiej z 1936 roku, o wymiarach 53x34,5 cm. Własność Muzeum Ziemi Kujawskiej i Dobrzyńskiej we Włocławku (nr inw. MK-35473/4976-s).

## Charakterystyka i historia
Portret przedstawia kobietę ubraną w brązowy płaszcz i kapelusz. Na profesję aktorską wskazuje teatralny gest podparcia głowy na uniesionej dłoni. Krystyna Kotula,  była kierowniczka Zbiorów Sztuki, filii MZKiD we Włocławku uważa, że obraz ma dużo cech typowych dla ostatniego okresu twórczości Boznańskiej i jest jednym z ostatnich dzieł tejże autorki. W XIV tomie Rocznika muzealnego MZKiD opisuje go jako malowany szkicowo, „suchym pędzlem” nasyconymi impastami w ciemnej i miejscami jaskrawej tonacji, na niezagruntowanej tekturze. W tomie XII tejże publikacji podaje, że portret został namalowany konturowo i ekspresyjnie przy użyciu twardych pędzli. Dzieło jest sygnowane ukośnie w prawnym dolnym rogu: Automne/1936.
Obiekt został podarowany muzeum w 2007 roku wraz z dwoma innymi obrazami oraz jednym szkicem przez bratanicę Jana Szymańskiego (1887-1963), przedwojennego attaché kulturalnego przy Ambasadzie Polskiej w Paryżu. Był on opiekunem tamtejszego polskiego środowiska artystycznego. Po śmierci Boznańskiej w 1940 roku zabezpieczył jej spuściznę, a po wojnie przekazał do Biblioteki Polskiej w Paryżu. W latach 50. przesłał omawiany obraz do Polski.
Po przekazaniu pracy do muzeum, bohaterkę portretu zidentyfikowano jako primadonnę operetki Lucynę Messal (1886-1953). Identyfikację oparto na przekazach rodzinnych. Krystyna Kotula zwraca uwagę na wyraźne podobieństwo fizjonomiczne modelki do Lucyny Messal, m.in. wysoką i smukłą sylwetkę, a także adekwatny wiek portretowanej.
Obraz jest eksponowany w ramach wystawy stałej Galeria Portretu Polskiego w gmachu głównym MZKiD we Włocławku, otwartej w 2009 roku. Ekspozycja ma na celu ukazanie w układzie chronologicznym przemian stylistycznych, jakie zachodziły w malarstwie portretowym od pocz. XIX wieku do dwudziestolecia międzywojennego. Szkicowy i ekspresyjny portret aut. Boznańskiej doby modernizmu odchodzi od kierunku, z którym zwyczajowo jest wiązana.